# Икарус 453MW
Икарус 453MW  је један из серије југословенских експерименталних авиона насталих у Конструктивној групи бр. 9 ГДВИ у периоду од 1947. до 1958. године. Конструисали су га је Драгољуб Бешлин и инж.Левачић 1952. године.

## Пројектовање и развој
Икарус 453MW је био пројект Генералне дирекције ваздухопловне индустије (ГДВИ), под вођством Д. Бешлина а главни аеродинамичар је био инж. Левачић. Тим је радио више пројеката са циљем налажења оптималне конструкције за употребу млазних мотора малог потиска француске производње Turbomeca.
Један од пројеката, назван је Икарус 453MW мада је имао још и називе као Р-453MW и ГДВИ-9. То је била летилица без мотора (једрилица) која је у перспективи требало да буде опремљена млазним моторима у корену крила. Прототип летилице је направило предузеће Икарус из Земуна и он је био готов крајем 1952 године. Овај пројекат је обустављен након удеса који су се догодили за време пробног испитивања летилице у којима је летилица била оштећена али је пилот остао неповређен.

## Оперативно коришћење
Први пробни лет летилице Икарус 453MW је обављен 28. новембра 1952. године на аеродрому Батајница, а пробни пилот је био капетан Методије Бојковић. При полетању је дошло до слетања са писте и удеса у коме је оштећена летилица. После удеса је извршена детаљна провера летилице у аеродинамичком тунелу која је дала позитивне резултате. Летилица је поправљена и припремљена за наставак испитивања. При другом лету, летилица је успешно полетела, на висину од 3.000 метара је подигнута аерозапрегом авионом Икарус 213, и откачена. После успешног лета дошло је до удеса при слетању. И у другом лету пилот је био М. Бојковић.
Узрок оба удеса је био у томе што се пилотирање овом летилицом, због облика крила, разликовало од летења обичним авионом а пилот није упозорен на то. На великим висинама и брзинама то није долазило до изражаја али је на малим имало фаталне последице. На срећу у оба случаја прошло је без људских жртава.
Након друге несреће радови на пројекту овог авиона су обустављени.

## Земље које су користиле овај авион
| - Југославија-ФНРЈ/СФРЈ |